# Mondeju

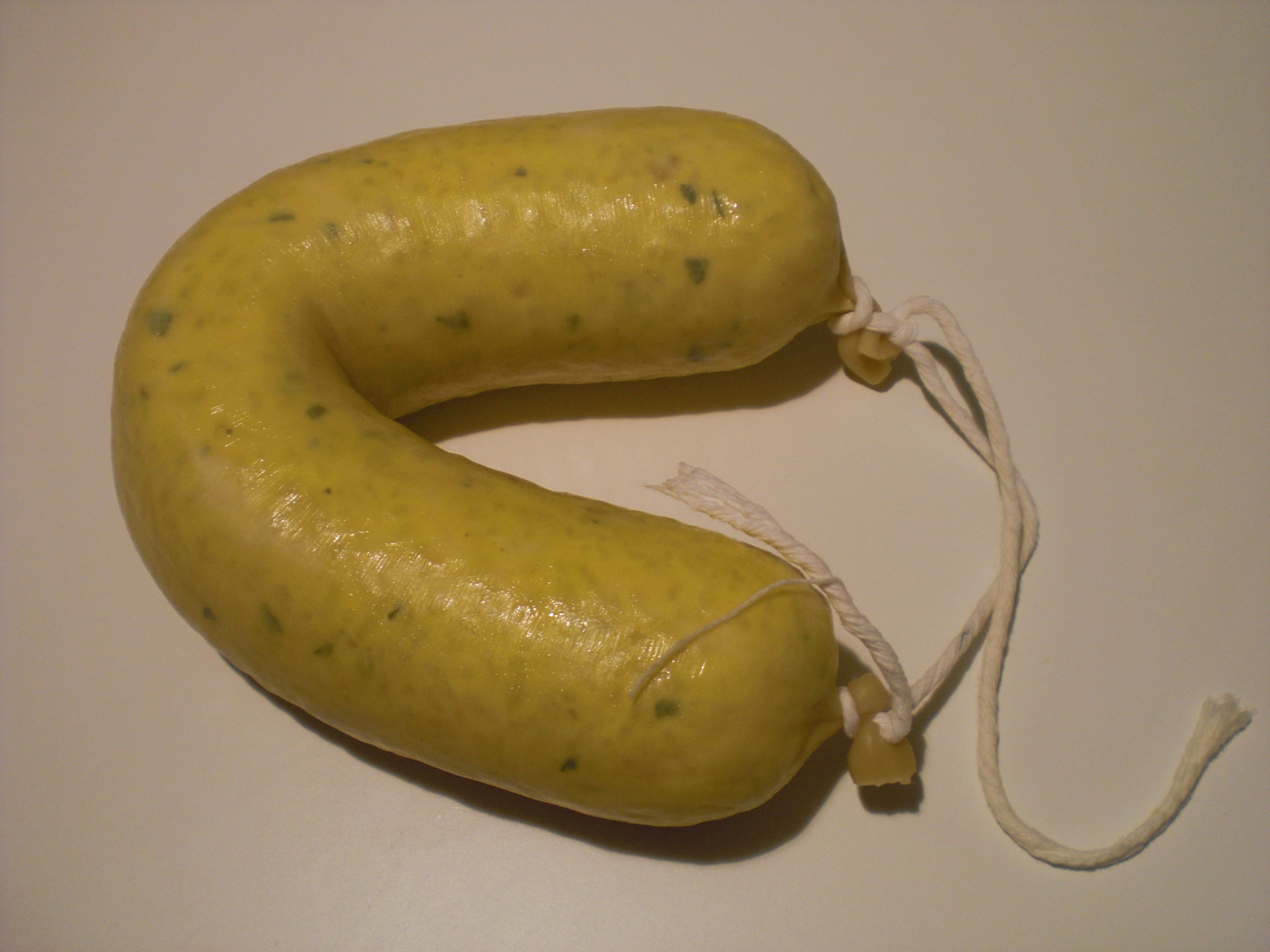
Mondeju blanco.

El Mondeju es un embutido de origen muy antiguo que se elabora en Guipúzcoa en la comarca del Goyerri, y que tradicionalmente se elaboraban con intestino de oveja lacha.
Se rellenan los intestinos con verduras, cebolla y puerro, sal, sebo de oveja, huevos y especias. El resultado es similar a una morcilla, más delgada y de color amarillento.
Antes eran de sabor más fuerte, pero ahora como el resto de la gastronomía se ha ido suavizando, elaborando los mondejus de una manera más ligera y cuidada.
La receta es muy antigua y procede de los caseríos guipuzcoanos cuando se sacrificaban las ovejas, antes de hacer lo propio con los cerdos y elaborar las morcillas. Era una manera más de aprovechamiento del animal.
La capital del mondeju es la pequeña localidad de Zaldivia donde todos los años se celebra el "Ardiki Eguna", o feria de la oveja. Aquí se celebra el concurso de mondejus.
Existe una cofradía del Mondeju desde el año 2004 encargada de conservar y difundir este producto tradicional.

## Variedades
Existen dos tipos de mondeju: el blanco (por el huevo) y el negro (por la sangre de la oveja)

## La preparación

### Blanco
Se mezcla la grasa de oveja con el huevo, los puerros, los pimientos y la sal.
Después se puede añadir perejil y otras partes de la oveja, a su gusto.
Todo esto, se introduce en el intestino de la oveja y se cocina durante 2 horas.

### Negro
Esta variedad se realiza sin el huevo ni las verduras.
Se fermenta la sangre de oveja, incluyendo el intestino.
A continuación se sigue el mismo procedimiento que el mondejo de tipo blanco.
En Echarri-Aranaz esta variedad también se denomina "tripekia"